# Красный партизан (шахта)
Ша́хта «Кра́сный партиза́н» — угледобывающее предприятие в городе Червонопартизанск Должанского горсовета Луганской области, входит в «ДТЭК Свердловантрацит». Официальное название ОП «Шахта „Красный партизан“». Является одним из градообразующих предприятий.
Шахта «Красный Партизан» по географическому расположению — самая восточная угледобывающая точка на карте Украины.

## Характеристики
- Фактическая добыча — 7430 тонн в сутки (2008 год). В 2007 году добыто 2 306 887 тонн угля.
- Максимальная глубина — 1400 метров (2008 год). Протяжённость подземных выработок — 98,387 км (данные 2008 года).
- Количество очистных забоев — 3 (2008/2009), подготовительных — 25/11 (1990/1999).
- Количество работающих: 3715 человек (июнь 2008 года).
- Балансовые запасы угля по состоянию на 01.01.2003 года составляют 122 млн тонн (лицензия № 3216 от 9.10.2003 года).
- Срок отработки — до 2079 года.
- Годовое потребление электроэнергии ОП «Шахта „Красный партизан“ ГП „Свердловантрацит“» составило за 2003 год 88527985 кВт•ч.

## История
В 30-е годы на участке, который отводился раньше под индивидуальные огороды населения сел Ново-Николаевки и Александровки, началась проходка скипового и клетевого стволов для новой современной шахты.
В 1941 году работы были прекращены, а сами стволы законсервированы. В 1945 г. институт «Южгипрошахт» по распоряжению Наркомата угля, восстановил ранее утвержденный технический проект возведения все той же шахты «Красный Партизан». Принимается решение о продолжении её строительства. В это же время в тресте «Свердловуголь» началась реконструкция шахты № 63, под которую была выделена часть поля, предназначавшегося под «КР». В 1948—1949 гг на пластах К5 и К6 была заложена перепроектированная шахта «Красный Партизан».
16 июня 1958 года состоялся пуск шахты, а 25 июня 1958 года она выдала на гора свой первый уголь. За 51 год существования шахты добыто 61 млн 365тыс. тонн угля, пройдено 733 км 660 м выработок.
В 1965 году разработана документация на реконструкцию шахты. Работы по реконструкции начаты в 1968 году. В связи с доразведкой месторождения, существенным отставанием работ по реконструкции шахты от утвержденного календарного плана возникла необходимость в корректировке утвержденного проекта.
В 1973 году институтом «Луганскгипрошахт» выполнена корректировка проекта реконструкции шахты и обогатительной фабрики «Красный партизан».
В 2010—2011 годах шахта «Красный партизан» была оснащена монорельсовой подвесной дорогой МПД-24Ф с дизелевозом, а также произведен капитальный ремонт очистного оборудования для оснащения лав: № 74 (секции механизированной крепи 2КД-90, комбайн 1К101-У, скребковый конвейер СП-326), № 71 (комбайн УКД-400, скребковый конвейер СП-326), № 353 (секции мех. крепи 2КД-90, комбайн 1К101-У, скребковый конвейер СП-326). Приобретение данного оборудования помог профинансировать ДТЭК в рамках договора о государственно-частном партнерстве, который был заключен в 2010 году.
С лета 2014 года находится под властью самопровозглашенной ЛНР. С марта 2017 года компания не осуществляет управление предприятием. Сейчас шахта «Красный партизан» входит в ГУП ЛНР "РТК «Востокуголь» производственное подразделение «Шахтоуправление Краснопартизанское».

## Адрес
94830, Луганская Народная Республика, г. Червонопартизанск